# Markarian 335
Markarian 335, également connue sous le nom de nébuleuse en mouvement[Quoi ?], est une galaxie de Seyfert de type 1 contenant un trou noir supermassif, située à 324 millions d'années-lumière dans la constellation de Pégase.

## Caractéristique
Le trou noir central de ce noyau de galaxie actif d'une masse de 6 310 000 masses solaires a été étudié par le radio satellite XMM-Newton de 2006 à 2013. Il se distingue par la vitesse de rotation de sa couronne (à environ 20 % de la vitesse de la lumière) et son changement de luminosité de 2007 à 2014.

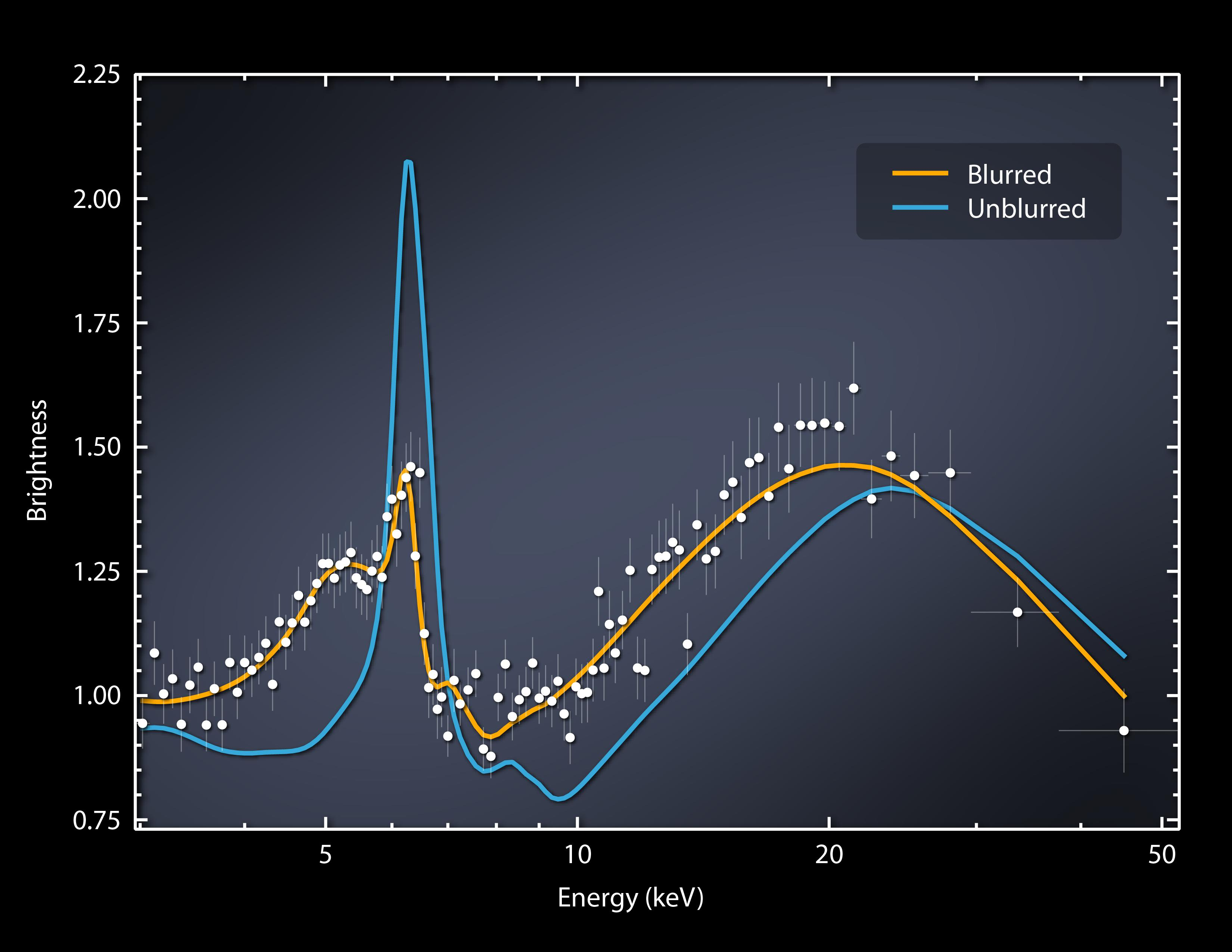
Graphique montrant l'intensité en fonction de l'énergie (en keV) des Rayons X provenant de Markarian 335.

La géométrie de la couronne a été déduite du flou relativiste de la réflexion du disque d'accrétion. Une éruption de rayons X en 2013 est interprétée comme un jet avorté de type AGN,,.

## Images de Markarian 335

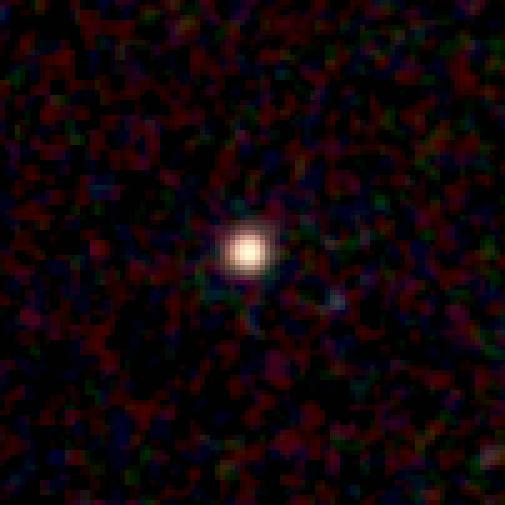
Markarian 335 photographié par le Two Micron All Sky Survey dans le domaine des ondes visibles et infrarouge
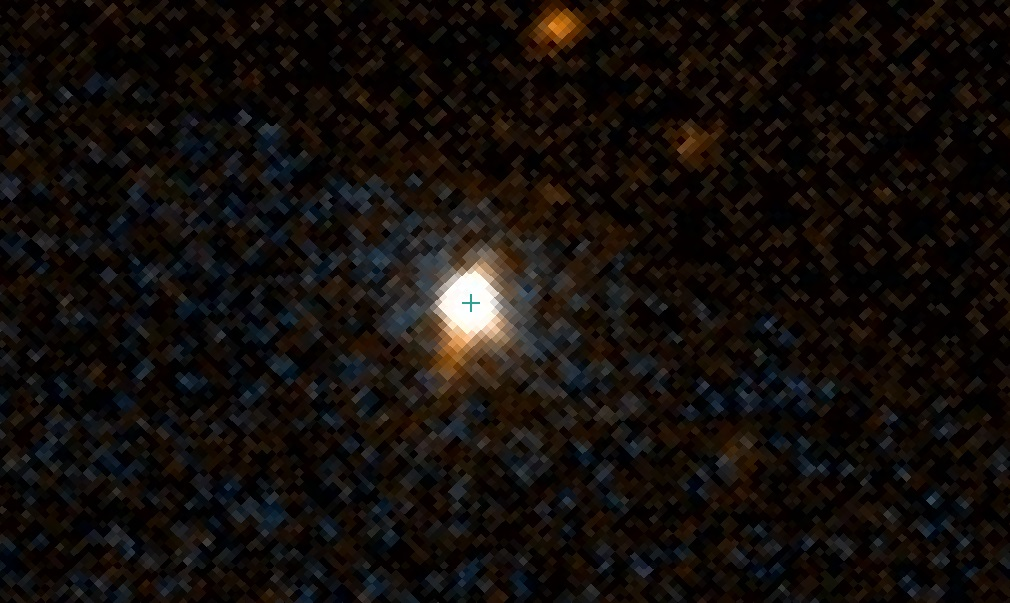
Markarian 335 photographié par le Galaxy Evolution Explorer dans le domaine des ultraviolet